# Mark Shaw (fotograf)
Mark Shaw (25. června 1921, New York – 26. ledna 1969, tamtéž) byl americký portrétní a módní fotograf.

## Životopis
Je známý především svými fotografiemi rodiny Kennedyových, které po smrti JFK vyústily v knihu The John F. Kennedy's – A family album, které se prodalo přes 200 000 exemplářů, stejně jako jeho fotografie pro Christian Dior.
Mark Shaw pracoval pro Harper's Bazaar a Life. V roce 1960, fotografoval hudebnici Christu Päffgen (Nico), tedy ještě v době, kdy ještě nebyla slavná.

## Některé fotografované celebrity
- Pablo Picasso
- Marc Chagall
- Brigitte Bardotová
- Elizabeth Taylorová
- Grace Kellyová
- Audrey Hepburnová
- Melina Mercouri
- Danny Kaye
- Cary Grant
- Pavel VI.
- Yves Saint-Laurent